# 감쇠
감쇠(attenuation, 급감쇠) 또는 일부 문맥에서는 꺼짐(extinction, 소광, 흡광)은 어떤 물리량이 점진적으로 감소하는 현상이다. 예를 들어, 어두운 안경은 햇빛을 감쇠시키고, 납은 엑스선을 감쇠시키며, 물과 공기는 다양한 감쇠율로 빛과 소리를 모두 감쇠시킨다. 귀로 유입되는 음력을 줄이는 현상도 음향 감쇠라고 한다. 데시벨(dB) 단위로 표현할 수 있다.
전기공학 및 전기 통신에서 감쇠는 전기 회로, 광섬유 및 공기 중에서 파동과 신호의 전파에 영향을 미친다. 전기 감쇠기와 광 감쇠기 등의 부품이 사용되기도 한다.

## 배경
많은 경우 감쇠는 매체를 통과하는 경로 길이에 대한 지수 함수로 표현된다. 광학 및 화학 분광학에서는 이를 비어-람베르트 법칙이라고 한다. 공학에서 감쇠는 일반적으로 매체의 단위 길이당 데시벨 단위(dB/cm, dB/km 등)로 측정되며 해당 매체의 감쇠 계수로 표시된다. 감쇠는 지진에서도 발생한다. 지진파가 진원지에서 멀어질수록 지진파는 지면에 의해 감쇠되어 작아진다.

## 같이 보기
- 감쇠 (진동계) (damping)
- 대기량
- 시상 (천문학)
- 대기 굴절
- 단면적 (물리학)
- 온저항
- 소광
- 평균자유행로
- 방사선촬영
- 해넘이
- 반짝임
- 파동